# NGC 5424
NGC 5424 (другие обозначения — UGC 8956, MCG 2-36-19, ZWG 74.63, PGC 50035) — линзообразная галактика (S0) в созвездии Волопас.
Этот объект входит в число перечисленных в оригинальной редакции «Нового общего каталога».